# Pivní míle

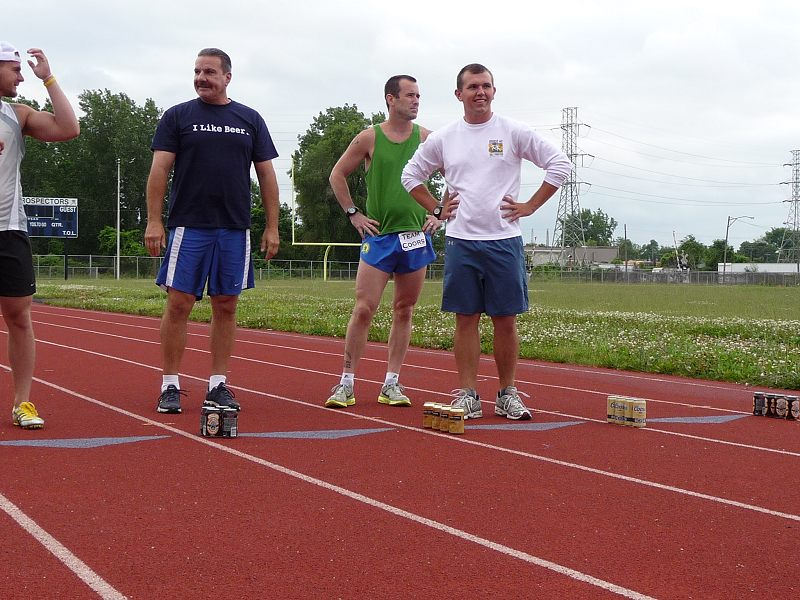
Soutěžící v pivní míli na startovní čáře

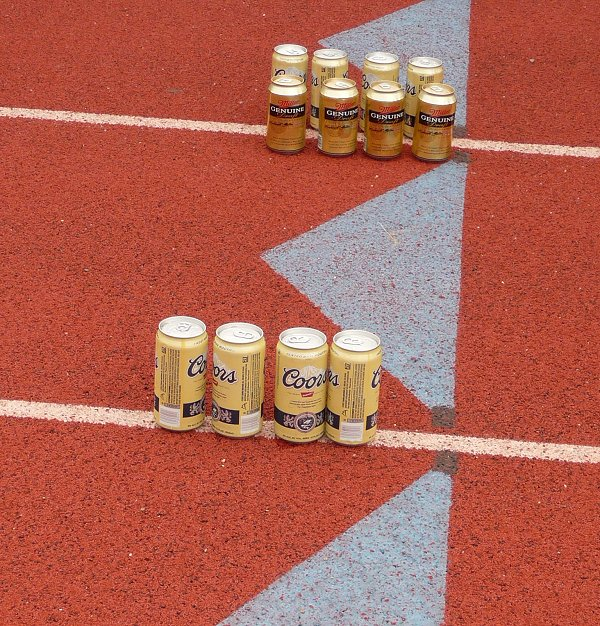
Závodníci vypijí jedno pivo před každým ze čtyř kol trati na 400 metrů

Pivní míle je běžecký závod kombinující běh a pití piva. Závod se koná na standardní běžecké dráze o délce 400 metrů (u neoficiálních závodů může být trať i mimo dráhu). Závod začíná na startovní čáře otevřením a vypitím láhve nebo plechovky piva, následované uběhnutím 400 metrového kola. Další tři kola pokračují podobným způsobem: před zahájením každého kola se vypije další pivo a následuje běh. Po dokončení čtvrtého běžeckého kola (a čtyř piv) závodník ukončuje závod. Výjimkou je situace, kdy se závodník v průběhu závodu alespoň jednou pozvracel. Potom musí po doběhu čtvrtého kola absolvovat ještě jedno trestné 400m kolo. Další případné zvracení už žádná další trestná kola nepřidávají.
Pivo se pije z plechovky nebo láhve (nikdy ne sklenice), které se může otevřít až po odstartování závodu a vždy jen jedno, těsně před zahájením běžecké části. Oficiální pravidla definují minimální velikost piva na 355 ml, minimální obsah alkoholu 5 % a musí se jednat o standardní pivo – složení voda, slad, chmel, kvasnice, případně dochucovadla. Cider ani jiné podobné nápoje nejsou povoleny. Kompletní soubor pravidel byl definován a zveřejněn společností BeerMile.com, která pořádá mistrovství světa v pivní míli, sbírá výsledky závodů a je tedy autoritou pro tyto účely.  V Evropě je pro obecně slabou dostupnost piv s objemem 355 ml povoleno závodit s 330 ml, ale výsledky a případné rekordy se zapisují pouze jako neoficiální. Povolené je běžet s pivem větším, např. 400ml Heineken je v Čechách běžně dostupný.

## Rekordy
Současným držitelem světového rekordu je Kanaďan Corey Bellemore, který zaběhl 23. října 2021 pivní míli v čase 4:28,1. Překonal svůj vlastní rekord 4:33,6, který stanovil v San Franciscu v roce 2017.
Shelby Houlihan překonala v roce 2023 ženský rekord v běhu na pivní míli s časem 5:43,81 a stala se tak první ženou, která zaběhla pivní míli pod 6 minut.
Držitelem Českého národního rekordu je Jonáš Müler s časem 5:31,6 ze závodu Pivní míle Praha 2021 (6.10.2021), pivo Brouczek.

## Dějiny
První závod v pivní míli se uskutečnil v srpnu roku 1989 na Burlington Central High School v Burlington v Ontariu. Pivní míle se ve světě (Kanada a USA) pravidelněji běhá od poloviny devadesátých let 20. století, kdy už jsou zmínky o prvních časech a vedených rekordech. Do České republiky dorazil tento sport až v roce 2015, kdy se uspořádal první závod v Brně. První zdokumentované závody jsou například:
- 10. 5. 2015 První Míle Brno[10]
- 19. 8. 2017 První míle Hranice[11]
- 23. 9. 2017 Pivní míle Heřmanův Městec[12]
- 2019 Plzeňská pivní míle[13]

## Varianty
- Beer 2-mile: Běží se 2 míle a pije 8 piv
- Chunder mile: Pije se pinta piva a je povoleno zvracení bez penalizace
- Nealko míle: Závodníci pijí nealkoholické pivo
- Štafeta: Běží se standardně jedna míle, ale závodníci se střídají po doběhnutí jednoho 400m kolečka. Zvracení není penalizované.